# Doris Löve
Doris Benta Maria Löve, de soltera Wahlén (nascuda el 2 de gener de 1918 a Kristianstad - morta el 25 de febrer de 2000 a San José, Califòrnia), va ser una botànica sistemàtica i taxonomista sueca, especialment activa a l'Àrtida.

## Biografia
Doris Löve va estudiar botànica a la Universitat de Lund des de 1937. Es va casar amb el seu company d'estudis i col·lega, l'islandès Áskell Löve. Es va doctorar en botànica l'any 1944. Va centrar el seu doctorat en la sexualitat de Melandrium. Després dels estudis, la parella es va instal·lar a Islàndia. Es van traslladar a Winnipeg el 1951, a Mont-real el 1955 i a Boulder el 1965. A les universitats on ensenyava Áskell Löve, Doris Löve no podia ocupar una posició de professora al mateix temps que el seu marit. Finalment es van traslladar a San José, Califòrnia, el 1974.
Junts van dur a terme moltes investigacions sobre el nombre de cromosomes de les plantes i el seu ús en la sistemàtica vegetal. Van publicar molts treballs en aquest camp i se la considera,  juntament amb Áskell Löve, fundadora de la citotaxonomia. Doris Löve, sola o juntament amb el seu marit, va classificar gairebé un miler d'exemplars botànics.
L'any 1962 va convocar una conferència científica sobre la Biota de l'Atlàntic Nord i la seva història, que se celebrà a la Universitat d'Islàndia a Reykjavík, amb contribucions d'Eric Hultén, Tyge W. Böcher, Hugo Sjörs, John Axel Nannfeldt, Knut Fægri, Bruce C. Heezen i Marie Tharp.
El 1974, el seu marit, aleshores professor titular i president del departament de biologia de la universitat de Colorado Boulder, es va veure obligat a dimitir. El 1997 Doris Löve va escriure la seva història familiar, una biografia de 86 pàgines que ofereix una explicació detallada de la renúncia forçada del seu marit. Aquesta  memòria va quedar dipositada a la Hunt Botanical Library de Pittsburgh el 1997 i se suposava que es mantindria sense publicar fins al 2018.

## Altres rols
- Membre de l'Institut de Recerca Àrtica i Alpina (IAAR)[1]
- Comissària associada de l'Herbari del Museu de la Universitat de Colorado (COLO)[1]

## Publicacions seleccionades

### Obres sobre botànica
- Chromosome numbers of central and northwest European plant species, 1961.
- Cytotaxonomy of the alpine vascular plants of Mount Washington, 1966.
- Cytotaxonomical atlas of the Slovenian flora, 1974.
- Cytotaxonomical atlas of the Arctic flora.  J. Cramer, 1975.[5]
- Cytotaxonomical atlas of the Pteridophyta, 1977.

### Simpòsium
- North Atlantic Biota and their History: A symposium held at University of Iceland, Reykjavík July 1962, 1963. Aquest simposi va tractar els efectes biogeogràfics de la deriva continental.[1]

### Traduccions
- Observacions botàniques de les terres altes de Penny de l'illa de Baffin, resultats de la segona expedició de Baffin per l'Arctic Institute of North America (1953) sota el lideratge del coronel PD Baird[6]
- Nikolai Vavilov, Origen i geografia de les plantes cultivades, Arxius d'Història Natural, gener de 1994[7]